# Kundun
(XIV Dalai Lama)
Kundun è un film del 1997 diretto da Martin Scorsese, tratto dal libro autobiografico La libertà nell'esilio, del quattordicesimo Dalai Lama del Tibet, Tenzin Gyatso.

## Trama
L'ambientazione iniziale è nel Tibet del 1937, in cui il piccolo Lahmo, il cui nome in tibetano significa "colui che protegge", è un bambino di appena due anni dal carattere molto vivace che vive in un remoto e anonimo villaggio della provincia di Amdo, di fronte al confine con la Cina; ultimo di una generazione numerosa, è nato in un periodo di forti carestie a danno dei più poveri in una famiglia di contadini, e due dei suoi fratelli studiano in un monastero.
Un giorno la sua casa viene visitata da un lama travestito da servitore in viaggio per Lhasa, capitale del Tibet e centro del Buddhismo Mahāyāna, insieme ai suoi collaboratori. L'uomo è un alto funzionario del governo al servizio del reggente, Reting Rinpoce, che l'ha mandato alla ricerca della reincarnazione del tredicesimo Dalai Lama, morto da alcuni anni in un periodo molto critico della storia tibetana. Il bambino dimostra di possedere familiarità con questo insolito visitatore, e rivendica la proprietà del rosario che gli vede tra le mani, un tempo posseduto dal "Grande Tredicesimo". Il monaco dimostra un interesse molto particolare per Lahmo e lo studia con grande attenzione. Il giorno successivo, quando il religioso parte, il bambino piange disperatamente chiedendo di poterlo seguire, tanto che la madre conferma che da tempo dice di voler andare a Lhasa.
Poco tempo dopo, il lama ritorna da Lahmo con alcuni maestri e aristocratici di Lhasa, disponendo su un tavolo una serie di oggetti, chiedendogli quali siano stati di sua proprietà. Vi è infatti una seria probabilità che sia la reincarnazione del Dalai Lama, e quando Lahmo li riconosce uno per uno, scartando quelli che non erano appartenuti al Dalai Lama defunto, vi è la conferma che il bambino è il nuovo Dalai Lama, reincarnazione di Chenrezig e di tutti i Dalai Lama che lo hanno preceduto.
Due anni dopo, nel 1939, il bambino viene portato a Lhasa dal reggente Reting, il quale lo insedia come quattordicesimo Dalai Lama, preparandolo agli studi per fare di lui un monaco buddhista secondo l'antichissima tradizione e, al raggiungimento della maggiore età, capo del governo e della religione del Tibet. Lahmo viene ora chiamato "Buddha della Compassione", "Gemma che Esaudisce i Desideri", "Prezioso Protettore". Il piccolo Dalai Lama, ora da tutti chiamato Kundun, in tibetano la Presenza, vive così nel palazzo del Potala, praticamente isolato dal mondo esterno e dai brucianti cambiamenti sociali e politici che stanno stravolgendo il suo Paese, e viene educato sotto la tutela di Taktra Rinpoce, di Phala, di Pompo e di Norbu, che gli svelano i segreti del Buddhismo tibetano e delle tecniche di meditazione, indispensabili per conseguire il Nirvana.
Un giorno però, complici alcuni oscuri presagi profetizzati dagli oracoli regolarmente consultati dal governo, Reting Rinpoce viene allontanato da Lhasa e rimosso dalla carica di reggente, in quanto ritenuto inadatto al ruolo. Gli oracoli precisano che se Reting non si allontana dalla capitale per dedicarsi alla preghiera, morirà. Il piccolo Dalai Lama, durante una lezione, impone così Taktra, il suo anziano e severo ma affezionatissimo maestro, come nuovo reggente del suo governo. Gli anni trascorrono, e Kundun studia dimostrando di essere un buon discepolo, fino al giorno in cui l'ambizioso Reting, a capo di alcuni monaci del monastero di Sera armati, attenta alla vita di Taktra, senza però riuscire a ucciderlo. L'ex reggente viene incarcerato al Potala, dove muore poco dopo, e il Dalai Lama, per quanto giovane, dimostra da questo momento una maggiore attenzione verso le questioni relative alla società e al governo. Il suo primo ordine è di allontanare i cinesi dal Tibet: dopo i vari e tenaci tentativi del passato a cui sono seguiti anni di calma relativa nei loro rapporti, la Cina sta infatti cercando nuovamente di estendere il proprio controllo sul regno delle montagne.
Mentre la Cina è scossa dalla guerra civile e finisce regione per regione sotto il controllo di Mao Tse-Tung, il giovane Kundun scrive una lettera al Presidente degli Stati Uniti, il signor Truman, nella speranza che un giorno gli Stati Uniti affiancheranno il Tibet per garantirne l'indipendenza, ma un improvviso lutto lo segna: la morte del padre, di cui compie i riti funebri su richiesta della madre. Nel 1949 Mao e i suoi comunisti prendono il controllo totale della Cina che, sotto di lui, dopo un periodo di guerre e frammentazioni, si riunisce nella nuova e potente Repubblica Popolare Cinese e il suo primo decreto è l'annessione del Tibet: il Dalai Lama dovrà accettare di essere un funzionario della "madrepatria" cinese, cedendo in tal modo la questione della difesa e dei rapporti internazionali all'attenta supervisione del governo di Pechino. Kundun è però di parere contrario: secondo lui, il Tibet non è in nessun caso parte della Cina.
Nel momento in cui interpella le divinità tutelari, secondo le consolidate usanze tibetane, Taktra informa il quattordicesimo Dalai Lama dell'avanzata delle truppe cinesi a Chamdo, ma subito dopo giunge una notizia ancora più drammatica: alcuni funzionari locali e alti dignitari del governo avrebbero firmato un accordo in diciassette punti a nome e per conto del Dalai Lama, che in realtà non era stato interpellato. Kundun incontra il generale cinese Chang Jing Wu, ma rifiuta di firmare l'accordo, facendo addirittura una tenace e spiazzante scena muta di fronte agli stranieri, che se ne vanno infuriati. L'anno dopo, il 17 novembre 1950, accetta di essere incoronato Dalai Lama, assumendo pieni poteri governativi e religiosi, nonostante all'inizio avesse espresso il desiderio di essere investito una volta compiuti i diciotto anni, come avvenuto per tutti i Dalai Lama prima di lui. Subito dopo l'intronizzazione si trasferisce al monastero di Dunkhar, al confine con l'India.
Dopo aver nominato i due primi ministri, il Prezioso Protettore invia delegazioni in Cina, Stati Uniti, Nepal, Gran Bretagna, India e all'ONU, perché venga riconosciuta al Tibet la sua legittima indipendenza, ma nessuno degli interpellati accorda il proprio aiuto al Tibet. Sconfortato, Kundun accetta di andare a Pechino per incontrare il presidente Mao in persona. Il giovane re-monaco rimane abbagliato dallo sviluppo industriale dei cinesi e confida nelle promesse del governo comunista, sostenendo che l'insegnamento del Buddha e il socialismo possono conciliarsi a tutti gli effetti. All'inizio, Mao si dimostra affabile e cordiale, tanto che il Dalai Lama spera di poter mediare con gli occupanti, diminuendo il peso dell'invasione, ma durante l'ultimo incontro, il presidente cinese sostiene che la religione sia veleno, l'oppio dei popoli.
Deluso, Kundun torna a Lhasa, dove ancora tenta la mediazione, ma i cinesi, ora guidati dall'odioso generale Tan Kuan-Sen, hanno inasprito la morsa sulla popolazione: distruggono monasteri e uccidono monaci e civili, indistintamente. Tutti gli alti dignitari del governo, sia monaci che nobili feudali, sono timorosi che i cinesi lo possano uccidere e lo convincono a lasciare il Tibet alla volta dell'India, dove avrà più probabilità di servire la causa tibetana efficacemente. Travestito da soldato, dopo aver consultato l'oracolo Nechung, il Dalai Lama scappa durante la notte alla volta dell'India, scortato da alcuni monaci e guerrieri di Kham.

## Personaggi omessi
Sebbene apprezzato dai critici per la correttezza della sua ricostruzione storica, Kundun ignora completamente tre personaggi importanti nella vita dell'attuale Dalai Lama:
- lo scalatore austriaco Heinrich Harrer (1912-2006) che, in virtù della sua cittadinanza tedesca, fu prigioniero politico del governo britannico nella colonia d'India allo scoppio della seconda guerra mondiale. Dopo l'evasione nel 1944, raggiunse il Tibet, allora proibito agli stranieri, ma una volta raggiunta Lhasa si guadagnò il favore del governo e dei monaci che gli permisero di restare. Divenne uno degli insegnanti del Dalai Lama, che apprese da lui l'inglese e molti dettagli dell'Occidente, e fu il primo europeo a vivere alla corte del Potala;
- l'aristocratico Ngawang Jigme (1910-2009), erede di un'influente famiglia nobile di Lhasa e importante membro del governo tibetano. Venne nominato governatore di Chamdo, cittadella del Tibet orientale, e comandante delle relative forze armate. Nell'ottobre del 1950 ebbe luogo un duro scontro tra l'esercito tibetano e quello della neonata Repubblica Popolare Cinese, al cui termine Jigme dichiarò la resa facilitando notevolmente l'avanzata delle truppe nemiche in territorio tibetano. Durante il film, comunque, Phala cita brevemente la battaglia di Chamdo nel suo colloquio con il Dalai Lama, sostenendo che vi fosse un morto accertato prima che calasse il silenzio radio. Poco dopo lo stesso Dalai Lama, insieme ai suoi dignitari, apprende tramite la radio che alcuni suoi esponenti hanno appena firmato «a suo nome» la resa incondizionata del Tibet alle forze cinesi e l'Accordo in Diciassette Punti. Storicamente l'Accordo venne firmato proprio da Jigme, non autorizzato dal governo e neppure dal Dalai Lama, essendo privo dei loro sigilli;
- il decimo Panchen Lama, Lobsang Trinley Lhündrub Chökyi Gyaltsen (1938-1989), seconda massima autorità religiosa del Tibet. Khenpo del monastero di Tashilhunpo, il Panchen Lama è un monaco tibetano molto importante in quanto reincarnazione di Amitābha, il Buddha della Compassione, ma diversamente dal Dalai Lama non ha mai esercitato nessuna influenza politica. Nel 1954, Lobsang e il Dalai Lama andarono insieme a Pechino per discutere con Mao Tse-tung la drammaticità della situazione in Tibet, ma ogni tentativo di negoziare non ebbe alcun seguito.

## Incongruenze biografico/narrative
Molti eventi nel film non sono completamente fedeli agli eventi così come sono descritti nell'autobiografia del 1990 del Dalai Lama, La libertà nell'esilio, o come li riporta invece Diki Tsering, la madre dello stesso Tenzin Gyatso, in un'autobiografia del 2000, Mio figlio: la storia di una madre.
All'inizio del film, infatti, un monaco viene spedito in incognito per cercare la reincarnazione del Grande Tredicesimo Dalai Lama, Thubten Gyatso. Lahmo lo incontra la prima volta quando entra nella sua casa travestito da servitore. Il Dalai Lama invece ricorda che il primo incontro non avvenne dentro casa, poiché andò fuori a salutare il monaco sotto mentite spoglie. Sua madre riferisce inoltre che due monaci giunsero ed appoggiarono alcune canne di bambù contro una parete della casa, una delle quali era appartenuta al Dalai Lama defunto, e suo figlio scelse la canna corretta chiedendo al monaco, che ormai aveva riconosciuto, di portarlo con sé a Lhasa.
Nel 1941, il Reggente Reting Rinpoce fu deposto, e Taktra Rinpoce fu selezionato dal giovane Dalai Lama tra una cerchia di candidati. Nella sua autobiografia, Tenzin Gyatso dice di essersi avvicinato a Taktra, compiendo in tal modo la scelta, ma nel film la decisione è spontanea e suscita la sorpresa dello stesso Taktra.

## Premi e riconoscimenti
- 1998 - Premio Oscar
  - nomination migliore fotografia a Roger Deakins
  - nomination migliore scenografia a Dante Ferretti
  - nomination migliori costumi a Dante Ferretti
  - nomination migliore colonna sonora a Philip Glass
- 1998 - Golden Globe
  - nomination migliore colonna sonora a Philip Glass

## Curiosità
In una breve sequenza di immagini viene citato il Lhamo Latso, lago sacro per i tibetani in virtù del potere di concedere visioni. Quando Reting parla per la prima volta il piccolo Lhamo, dice di averlo già incontrato in una visione e di averlo finalmente trovato dopo aver analizzato molte tracce. Durante il dialogo, vengono mostrate brevi e intense immagini del lago oracolare.